# 高锝酸亚铊
高锝酸亚铊是一种无机化合物，化学式为TlTcO4。它可由硝酸亚铊和高锝酸铵在溶液中反应得到。它是正交晶系晶体，晶胞参数a=5.501，b=5.747，c=13.45 Å。它在220 °C时发生相变，转变为四方晶体。